# Gerrit Borghuis
Gerrit Borghuis (Amsterdam, 7 dicembre 1939 – Dalfsen, 27 settembre 2022) è stato un calciatore olandese, di ruolo difensore e centrocampista.
Il nipote Maarten Pouwels ne ha seguito le orme, divenendo anch'egli calciatore.

## Carriera
Dal 1958 al 1963 gioca nel GVAV, disputando con il suo club in totale 154 partite tra le varie competizioni. Esordisce nella massima serie olandese nella stagione 1960-1961, chiusa al sesto posto in campionato.
Lascia il GVAV nel 1963 per giocare con i neo-promossi del Go Ahead Eagles, con cui ottiene il dodicesimo posto nell'Eredivisie 1963-1964.
Gioca poi due stagioni nella massima serie con l'Heracles Almelo, retrocedendo in cadetteria al termine del torneo 1965-1966.
Chiusa l'esperienza all'Heracles, Borghuis rimane a giocare nella massima serie olandese con il DWS, restandovi due stagioni.
Nel 1968 si trasferisce negli Stati Uniti d'America per giocare nei Kansas City Spurs, impegnati nella neonata North American Soccer League. Con gli Spurs  giunge alle semifinali del torneo 1968.
La stagione successiva, sempre con gli Spurs, sopravanzando di un punto gli Atlanta Chiefs, si aggiudica con la sua squadra la vittoria finale.
Ritornato in patria, chiude la carriera nel PEC Zwolle, club di terza serie.

## Palmarès

### Competizioni nazionali
- Campionato NASL: 1

Kansas City Spurs: 1969